# 사리엘
사리엘(아람어: זהריאל, 그리스어: ‘Ατριήλ)은 주로 유대교와 이슬람교의 전통에서 대천사 가운데 하나로 여기는 존재이다. 사리엘이라는 이름의 뜻은 “하느님의 명령”이다. 그의 또 다른 이름은 수리엘, 에스드릴, 사하리엘, 유리엘, 세리엘, 사우리엘, 야리엘, 제라키엘 등이다.

## 전승
에녹서에 따르면 사리엘은 사람의 딸들에게 정욕을 품은 천사들의 지도자 가운데 하나라고 한다. 야레드 시대에 그는 헤르몬 산의 꼭대기에서 아내를 얻고 사람들을 못된 길로 이끌었다고 전해진다. 사리엘은 특별히 달의 운행에 관한 비밀을 사람들에게 일러주었다. 에녹서의 또 다른 번역문에는 “하느님의 빛” 또는 “하느님의 달”이란 뜻의 아라지엘이라고 쓰여있다. 에녹 제1서의 일부 번역문에는 그를 아라지알 또는 아사라델이라고 적고 있다. 에녹 제2서에는 사무일 또는 사리엘이라는 이름과 함께 네 번째 천사로 올라와 있다.

## 추측
요한 묵시록에서 사리엘은 사르디스 교회의 천사로 나온다(묵시 3,1; 9,1). 오컬트에서는 사리엘이 막대한 마법의 지식, 주술 의식, 마력을 사람들에게 부여하면서 또 다른 죄악의 길로 인도한다고 한다.(2베드 2; 마태 24,24)

### 죽음의 천사
유대교-기독교에서는 사리엘을 다섯째 천사 아폴리온의 속성을 가진 죽음의 천사라고 보고 있다. 일부 에녹서 번역문에는 사리엘을 아즈라엘과 매우 유사하게 들리는 아라지알, 아라지엘, 아사라델 등으로 번역되었다. 만약에 아즈라엘이 사리엘과 동일 인물이라면 그는 미카일(미카엘), 지브릴(가브리엘), 이스라펠과 함께 이슬람교의 4대 천사 가운데 하나인 셈이다. 그러나 어떤 이야기에 따르면 아즈라엘과 사리엘은 동일 인물이 아니란 말이 있다.